# 世界終末の序曲
『世界終末の序曲』 （せかいしゅうまつのじょきょく、Beginning of the End） は、1957年のアメリカ映画。日本では劇場未公開。

## ストーリー
放射能によって巨大化したバッタの大群が街を襲う。

## キャスト
- ピーター・グレイブス
- ペギー・キャッスル
- モリス・アンクラム
- ザン・ウェン
- トーマス・ブラウン・ヘンリー
- リチャード・ベネディクト
- ジェイムズ・シー
- ジョン・クローズ
- ドン・C・ハーヴィ
- ラリー・J・ブレイク